# Fribrødre Å
Fribrødre Å er en å på det nordlige Falster, som går fra Tvede Sø igennem Liselund Skov, syd og øst om Stubbekøbing for at løbe ud i Grønsund. en del af åen er blevet fredet i 2005 efter et stort fund af skibsrester fra slutningen af vikingetiden og den tidlige middelalder.
Ved afslutningen på sidste istid for omkring 10.000 år siden har smeltevand skabt en tunnelformet dal med en ås, der løber tværs over det nordlige Falster. Fribrødre Å ligger i bunden af denne dal.
Navnet kommer efter sigende fra et sagn, hvor to brødre, der var dømt til døden, kunne slippe for straf, hvis de dræbte en lindorm, der boede i dalen syd for Stubbekøbing. Brødrene dræbte lindormen, men i de sidste dødskramper slog den et stort slag med halen, der skabet åens snoede forløb. Dalen blev herefter navngivet efter de frie brødre, altså "Fribrødredalen". Fribrødre er sandsynligvis en fordanskning af det vendiske ord Pribrodje, som er sammensat af pry, der betyder ved og brod som betyder vadested, altså ved vadestedet.

## Arkæologisk fund
fra 1982 til 1993 blev der lavet en arkæologisk udgravning ved åen. Her blev gjort fund af tusindvis af træstykker fra mange forskellige skibe, som stammer fra slutningen af vikingetiden og begyndelsen af middelalderen. Skibene var en slags vikingeskibe, særlig af typen snekke. Mængden af løsdele tyder på, at området har været et skibsværft. I perioden, hvor træet stammer fra, gik der en fjord, der gik fra nord ind i landet.
Udover skibsresterne fandt man også en fløjte-lignende genstand med fem huller i, der har fået navnet Falsterpiben. Den har muligvis indgået som en del af en sækkepibe eller lignende.
En stor del af fundet indgår i Moesgård Museums udstilling om middelalderen, der blev åbnet i oktober 2017.